# 濠梁秋水图

濠梁秋水圖

《濠梁秋水圖》，又名《濠濮图》，是一幅由宋代画家李唐创作的绢本设色手卷，纵24厘米，横114.5厘米。现藏于天津博物馆。

## 简介
全卷以山水为主，描绘了《庄子·秋水篇》中庄子与惠子在濠梁之上的一场著名论辩，濠梁之辩。二人衣着古朴，衣纹简练，却颇见精神。该作亦被书画界认为是李唐画风转变的过渡作品。

## 递藏
《濠梁秋水图》经由明代安国、项元汴、清代宋荤、李凤池、陈定等人鉴藏，曾藏于清乾隆内府，后由溥仪盗运出宫。